# Bleasdaleïta
La bleasdaleïta és un mineral de la classe dels fosfats. Rep el nom en honor del reverend John I. Bleasdale (1822-1884) per la seva promoció de la mineralogia a l'estat de Victòria, Austràlia.

## Característiques
La bleasdaleïta és un fosfat de fórmula química (Ca,Fe3+)₂Cu₅(Bi,Cu)(PO₄)₄(H₂O,OH,Cl)13. Va ser aprovada com a espècie vàlida per l'Associació Mineralògica Internacional l'any 1998. Cristal·litza en el sistema monoclínic. La seva duresa a l'escala de Mohs és 2.
Segons la classificació de Nickel-Strunz, la bleasdaleïta pertany a «08.DK - Fosfats, etc, amb cations de mida mitjana i gran, (OH, etc.):RO₄ > 1:1 i < 2:1» juntament amb els següents minerals: richelsdorfita, bariofarmacosiderita, farmacosiderita, natrofarmacosiderita, hidroniofarmacosiderita, farmacoalumita, natrofarmacoalumita, bariofarmacoalumita, burangaïta, dufrenita, natrodufrenita, matioliïta, gayita, kidwel·lita, matulaïta i krasnovita.

## Formació i jaciments
Va ser descoberta a la pedrera de granit del llac Boga, a l'estat de Victòria, a Austràlia. Es tracta de l'únic indret de tot el planeta on ha estat descrita aquesta espècie mineral.